# Crkva sv. Ante s obrambenim zidom u Tučepima
Crkva sv. Ante, obližnje arheološko nalazište i obrambeni zid u Tučepima, zaštićeno kulturno dobro.

## Povijest
Na lokalitetu ograđenom kamenim zidom, jugoistočno od naselja Srida sela, Gornje Tučepi, postojala je crkva sv. Ante i oko nje groblje, danas sačuvana u arheološkom sloju. Stara crkva sv. Ante, danas sačuvana u arheološkom sloju, bila je dotrajala barokna građevina, a izgorjela je 1891. godine. Stara župna crkva na navedenom je lokalitetu vjerojatno postojala još iz predturskog razdoblja, s obzirom na to da za vrijeme turske okupacije nisu građene sakralne građevine. Na katastarskom prerisu i danas se čitaju gabariti nekadašnje crkve (tlocrt građevine iznosi 10,60 / 22,50 metara), tako da prepoznajemo jednobrodnu građevinu s kvadratičnom apsidom. U razdoblju od 1898. – 1901. izgrađena je na lokalitetu bližem naselju nova župna crkva kao neostilska građevina (crkva sv. Ante, Z-4888). Oko arheološkog lokaliteta, na njegovom jugoistočnome dijelu, sačuvan je kameni zid građen priklesanim kamenom u mortu, pravokutnog tlocrta, i izvorno opremljen nizom puškarnica. Sačuvan je u potezu od cca 29 metara na jugozapadu i u duljini od cca 13,50 na jugoistoku. Ostatci stare crkve sv. Ante upućuju na ostatke barokne, a moguće i ranije sakralne građevine, kao i na postojanje staroga groblja. Djelomično je sačuvan kameni zid s puškarnicama, koji upućuje na postojanje refugija oko crkve, kao zaštite od turskog napada, što je specifičnost Makarskog primorja, jer su obrambeni zidovi oko crkve i groblja sačuvani i u Igranama i Živogošću.

## Zaštita
Pod oznakom Z-7134 crkva i groblje zavedeni su kao nepokretno kulturno dobro - pojedinačno, arheološka baština, pravna statusa zaštićena kulturnog dobra.